# InkBall
InkBall е компютърна игра, включена в Windows XP Tablet PC Edition 2005 и изданията Home Premium, Business, Enterprise и Ultimate на Windows Vista. Играта не присъства в Windows 7.
Използва се мишката, за да се начертаят линии, които да насочват топче към дупки от същия цвят като на топчето. Версията на играта от Windows XP Tablet Edition се нуждае от таблет, а курсора в тази версия не се вижда в прозореца на играта. Въпреки това при двукратно натискане на клавиша Alt, курсорът се показва. В Windows Vista може да се ползва мишка при играенето на играта.

## Геймплей
Броят точки зависи от вкарването на оцветено топче в дупка със съответния цвят, останалото време от таймера след края на играта и разрушаване на блокчета. Играта свършва при изтичане на времето от таймера или при влизане на топче в грешната дупка. Понеже сивото е неутрален цвят в играта, ако сиво топче влезе в друга дупка или ако друго топче влезе в сива дупка, не става нищо. Някои от блокчетата имат специфични особености като разрушаване при удар, отваряне и затваряне през интервали, смяна на цвета на топче, ускоряване на топче. InkBall има разнообразие от нива на трудност, варирайки от Новак, през Начинаещ и Напреднал до последното ниво на трудност — Експерт. Докато се повишава трудността, се намалява времето, през което играчът трябва да вкара топчетата в дупките, а сложността на тази задача значително се повишава.
|  | Тази страница частично или изцяло представлява превод на страницата InkBall в Уикипедия на английски. Оригиналният текст, както и този превод, са защитени от Лиценза „Криейтив Комънс – Признание – Споделяне на споделеното“, а за съдържание, създадено преди юни 2009 година – от Лиценза за свободна документация на ГНУ. Прегледайте историята на редакциите на оригиналната страница, както и на преводната страница, за да видите списъка на съавторите. ВАЖНО: Този шаблон се отнася единствено до авторските права върху съдържанието на статията. Добавянето му не отменя изискването да се посочват конкретни източници на твърденията, които да бъдат благонадеждни. |